# 에드워드 드링커 코프
에드워드 드링커 코프(Edward Drinker Cope, 1840년 7월 28일 ~ 1897년 4월 12일)는 미합중국의 저명한 고생물학자이며 비교 해부학자, 파충학자, 어류학자이다. 다양한 어류와 포유동물 종 등 1,000여 개의 새로운 종을 명명했다.
코프는 부유한 퀘이커 집안에서 태어나 어릴 때 일찍이 과학에 대해 비범한 관심을 가졌다. 그는 1859년, 자신의 첫 과학 논문을 출판했으며, 후에 사촌누이와 결혼해 많은 아이들을 두었다.
코프는 오스니얼 찰스 마시와의 공룡 화석 전쟁으로 잘 알려져 있다. 서로 자신들의 발견을 출판하려는 경쟁과 발견에 우선사항을 정하는 일 등등 갖가지 일로 마쉬와 코프는 각자의 인생과 재산을 낭비해 버렸다. 코프는 화석을 찾기 위해 미국 서부에서 여행을 했는데, 신라마르크주의에 대한 자기 신념 때문에 미국철학회의 많은 동년배들과 최대의 적수 마쉬에게 조롱을 받았다.

## 같이 보기
- 분류:에드워드 드링커 코프가 명명한 분류군